# São Cristóvão e Neves nos Jogos Olímpicos de Verão de 2000
São Cristóvão e Neves participou dos Jogos Olímpicos de Verão de 2000 em Sydney, Austrália.